# Березноватовский сельский совет
Березноватовский сельский совет (укр. Березнуватівська сільська рада) — входит в состав
Солонянского района
Днепропетровской области
Украины.
Административный центр сельского совета находится в 
с. Березноватовка.

## Населённые пункты совета
- с. Березноватовка
- с. Грушевка
- с. Константиновка
- с. Межевое